# Грицаковка (Сумский район)

Грицаковка (укр. Грицаківка) — село,
Великовольмовский сельский совет,
Сумский район,
Сумская область,
Украина.
Село присоединено к селу Великие Вильмы в 1987 году .

## Географическое положение
Село Грицаковка примыкает к селу Великие Вильмы.

## История
- 1987 — присоединено к селу Великие Вильмы [1].